# Легка атлетика на Спартакіаді УСРР 1927
Змагання з легкої атлетики на Спартакіаді УСРР 1927 року відбулись 16-21 серпня в Харкові на спортивному майданчику «Серп і молот».
Програма фінальних змагань з легкої атлетики складалася з двох розділів: обов'язкового — шестиборства для чоловіків та триборства для жінок і особистих змагань з класичних видів, у тому числі з десятиборства для чоловіків і п'ятиборства для жінок. Понад 300 легкоатлетів, серед них 80 жінок, вийшли на старт фінальних змагань. У першій групі перемогла збірна команда Києва, у другій — Луганська, у третій — м. Тульчина. У четвертій групі першість здобули сільські фізкультурники Полтавщини. Спартакіада виявилася щедрою на рекорди. Легкоатлети, зокрема, перевищили 26 республіканських досягнень, в тому числі жінки — 11.
Вага снарядів у окремих жіночих метальних дисциплінах відрізнялась від загальноприйнятих на сьогодні параметрів: диск (1,5 кг проти 1 кг), спис (800 г проти 600 г).

## Медалісти

### Чоловіки
| Дисципліни                | Золото                       | Золото     | Срібло                                            | Срібло   | Бронза                      | Бронза   |
| ------------------------- | ---------------------------- | ---------- | ------------------------------------------------- | -------- | --------------------------- | -------- |
| 100 метрів                | Василь Калина Київ           | 12,0       | Михайло Хейфіц Київ                               | 12,3     | Ф. Барков Харків            | 12,3     |
| 200 метрів                | Василь Калина Київ           | 24,3       | Михайло Хейфіц Київ                               | 24,9     | Ланько Чернігів             | 25,1     |
| 400 метрів                | Михайло Хейфіц Київ          | 52,7 NR    | Володимир Кожушко Київ                            | 53,3     | Шелекешін Харків            | 53,3     |
| 800 метрів                | Володимир Кожушко Київ       | 2.04,1 NR  | Маляренко Харків                                  | 2.06,9   | Злочевський Тульчин         | 2.10,6   |
| 1500 метрів               | Віктор Жиляєв Харків         | 4.26,3     | Володимир Кожушко Київ                            | 4.26,9   | Стифєєв Миколаїв            | 4.33,5   |
| 5000 метрів               | Вадим Снітенчук Житомир      | 17.54,0    | Стифєєв Миколаїв                                  | 18.05,6  | Григор'єв Житомир           | 19.25,4  |
| 110 метрів з бар'єрами    | Фортунатов Харків            | 19,0       | Вадим Снітенчук Житомир                           | 19,8     | Анатолій Тремль Харків      | 19,9     |
| 400 метрів з бар'єрами    | Фортунатов Харків            | 1.03,6 NR  | Анатолій Тремль Харків                            | 1.03,6   | Ченятин Коростень           | 1.03,9   |
| 4×100 метрів              | Київ                         | 46,0 NR    | Харків                                            | 47,1     | Одеса                       | 47,7     |
| 3×1000 метрів             | Харків                       | 8.39,3 NR  | Київ                                              | 8.39,6   | Одеса                       | 8.59,5   |
| 100×200×400×800 метрів    | Київ                         | 3.45,8     | Луганськ                                          | 3.45,9   | Тульчин                     | 3.48,0   |
| Стрибки у висоту          | Георгій Ердман Київ          | 1,73 м NR  | Гурвич Прилуки                                    | 1,69 м   | Олександр Безруков Київ     | 1,69 м   |
| Стрибки у висоту з місця  | Олександр Безруков Київ      | 1,47 м NR  | Сердюков Дніпропетровськ                          | 1,38 м   | Белов Куп'янськ             | 1,38 м   |
| Стрибки з жердиною        | Потапов Нікополь             | 2,90 м     | Лебединський Люботинський район Харківська округа | 2,84 м   | Зверев Житомир              | 2,84 м   |
| Стрибки у довжину         | Петро Лукашевич Київ         | 6,23 м NR  | Ямчинський Дніпропетровськ                        | 6,195 м  | Поляков Харків              | 6,12 м   |
| Стрибки у довжину з місця | Василь Калина Київ           | 2,95 м     | Белов Куп'янськ                                   | 2,95 м   | Михайло Хейфіц Київ         | 2,945 м  |
| Потрійний стрибок         | Олександр Безруков Київ      | 12,65 м NR | Ченятин Коростень                                 | 12,16 м  | Стрекозов Одеса             | 12,075 м |
| Потрійний стрибок з місця | Василь Калина Київ           | 9,09 м     | Белов Куп'янськ                                   | 8,825 м  | Ченятин Коростень           | 8,805 м  |
| Штовхання ядра            | Іван Мартинов Артемівськ     | 12,245 м   | Хорошевський Дніпропетровськ                      | 11,915 м | Микола Виставкін Кривий Ріг | 11,765 м |
| Штовхання ядра (у сумі)   | Хорошевський Дніпропетровськ | 22,68 м NR | Іван Мартинов Артемівськ                          | 21,965 м | Микола Виставкін Кривий Ріг | 21,535 м |
| Метання диска             | Дмитро Горин Київ            | 35,155 м   | Ткаченко Ізюм                                     | 34,815 м | Іван Мартинов Артемівськ    | 34,34 м  |
| Метання диска (у сумі)    | Ткаченко Ізюм                | 62,525 м   | Козирєв Запоріжжя                                 | 61,553 м | Дмитро Горин Київ           | 61,48 м  |
| Метання молота            | Василь Калина Київ           | 33,82 м NR | Микола Подкович Київ                              | 30,995 м | Лимарь Сталін               | 29,65 м  |
| Метання списа             | Митрофанов Запоріжжя         | 44,86 м    | Бабец Ізюм                                        | 41,32 м  | Микола Подкович Київ        | 41,25 м  |
| Метання списа (у сумі)    | Митрофанов Запоріжжя         | 71,19 м NR | Ткаченко Ізюм                                     | 67,16 м  | Микола Подкович Київ        | 65,77 м  |
| Метання м'яча             | Микола Виставкін Кривий Ріг  | 55,68 м NR | Олександр Безруков Київ                           | 53,40 м  | Микола Подкович Київ        | 52,13 м  |
| Метання гранати           | Денисенко Полтава            | 63,85 м NR | Бабец Ізюм                                        | 61,36 м  | Чубар Луганськ              | 61,24 м  |

### Жінки
| Дисципліни                | Золото                                   | Золото     | Срібло                        | Срібло   | Бронза                   | Бронза   |
| ------------------------- | ---------------------------------------- | ---------- | ----------------------------- | -------- | ------------------------ | -------- |
| 60 метрів                 | Пономарьова Харків                       | 8,5        | Головченко Київ               | 8,7      | Спиридонова Артемівськ   | 8,8      |
| 100 метрів                | Пономарьова Харків                       | 14,5       | Головченко Київ               | 14,5     | Ачканова Одеса           | 14,6     |
| 200 метрів                | Варенцова Житомир                        | 30,9       |                               |          |                          |          |
| 300 метрів                | Головченко Київ Дроздова Дніпропетровськ | 46,9 NR    |                               |          | Ніколайчук Київ          | 47,3     |
| 500 метрів                | Носко Луганськ                           | 1.27,3 NR  | Спиридонова Артемівськ        | 1.29,6   | Варенцова Житомир        | 1.30,2   |
| 4×100 метрів              | Київ                                     | 56,8 NR    | Дніпропетровськ               | 56,9     | Житомир                  | 57,1     |
| 3×500 метрів              | Артемівськ                               | 4.37,7 NR  | Конотоп                       | 4.43,0   | Житомир                  | 4.44,6   |
| 400×300×200×100 метрів    | Київ                                     | 2.40,5 NR  | Артемівськ                    | 2.41,9   | Харків                   | 2.42,3   |
| Стрибки у висоту          | Галина Закржевська Київ                  | 1,37 м NR  | Домашенко Харків              | 1,34 м   | Кочановська Житомир      | 1,34 м   |
| Стрибки у висоту з місця  | Ієвлєва Одеса                            | 1,03 м     | Кочина Куп'янськ              | 1,00 м   | Бугримова Харків         | 1,00 м   |
| Стрибки у довжину         | Ніна Бусигіна Дніпропетровськ            | 4,84 м NR  | Буткевич                      | 4,74 м   | Дроздова Дніпропетровськ | 4,70 м   |
| Стрибки у довжину з місця | Пономарьова Харків                       | 2,26 м     | Ніна Бусигіна Дніпропетровськ | 2,25 м   | Кочина Куп'янськ         | 2,24 м   |
| Штовхання ядра            | Віра Гайделіс Одеса                      | 8,115 м NR | Васина Харків                 | 7,975 м  | Ніколайчук Київ          | 7,84 м   |
| Штовхання ядра (у сумі)   | Віра Гайделіс Одеса                      | 15,24 м NR | Васина Харків                 | 14,79 м  | Ієвлєва Одеса            | 14,76 м  |
| Метання диска             | Тетяна Васіна Харків                     | 25,02 м    | Вишневська Київ               | 23,685 м | Гусигіна Дніпропетровськ | 23,43 м  |
| Метання диска (у сумі)    | Вишневська Київ                          | 46,13 м NR | Тетяна Васіна Харків          | 44,75 м  | Ніколайчук Київ          | 42,715 м |
| Метання списа             | Ревенко Умань                            | 25,69 м    | Віра Гайделіс Одеса           | 24,855 м | Линник Полтава           | 21,25 м  |
| Метання списа (у сумі)    | Віра Гайделіс Одеса                      | 43,02 м NR | Ревенко Умань                 | 40,89 м  | Сирова Полтава           | 36,95 м  |
| Метання м'яча             | О. Вишневська Київ                       | 32,64 м NR | Ніколайчук Київ               | 32,22 м  | Тетяна Васіна Харків     | 32,065 м |
| Метання м'яча (у сумі)    | О. Вишневська Київ                       | 63,15 м NR | Ніколайчук Київ               | 62,485 м | Сотникова Сталін         | 56,35 м  |